# Convoi PQ 17
Notes
Opérations navales dans l'Arctique durant la Seconde Guerre mondiale
Convois de l'Arctique
Batailles
Bataille de l'Atlantique
- Bataille des Caraïbes
- Blocus allié de l'Allemagne
- Guerre météorologique
- Bataille du Rio de la Plata
- Opération Berlin
- Bataille du détroit de Danemark
- Opération Neuland
- Torpedo Alley
- Opération Paukenschlag
- Opération Postmaster
- Opération Cerberus
- Opération Biting
- Opération Chariot
- Bataille du Saint-Laurent
- Opération Frankton
- Bataille de la mer de Barents
- Mai Noir
- Bataille du cap Nord
- Opération Stonewall
- Opération Teardrop

Front d'Europe de l'ouest

Front d'Europe de l'est

Campagnes d'Afrique, du Moyen-Orient et de Méditerranée

Guerre du Pacifique

Guerre sino-japonaise

Théâtre américain
Convoi PQ-17 est le nom de code d'un convoi allié durant la Seconde Guerre mondiale. Les Alliés cherchaient à ravitailler l'URSS qui combattait leur ennemi commun, le Troisième Reich. Les convois de l'Arctique, organisés de 1941 à 1945, avaient pour destination le port d'Arkhangelsk, l'été, et Mourmansk, l'hiver, via l'Islande et l'océan Arctique, effectuant un voyage périlleux dans des eaux parmi les plus hostiles du monde.
Le convoi PQ 17 qui fit le voyage en 1942 est entré dans la légende par les pertes qu'il a subies. Il perdit 26 des 37 navires qui le composaient.

## Le contexte

### Géographique
Les convois vers l'URSS se rassemblent en Islande. Ils cherchent ensuite à gagner leur destination en passant le plus au nord possible. L'objectif est de passer le plus loin possible des côtes de Norvège occupée par les Allemands.

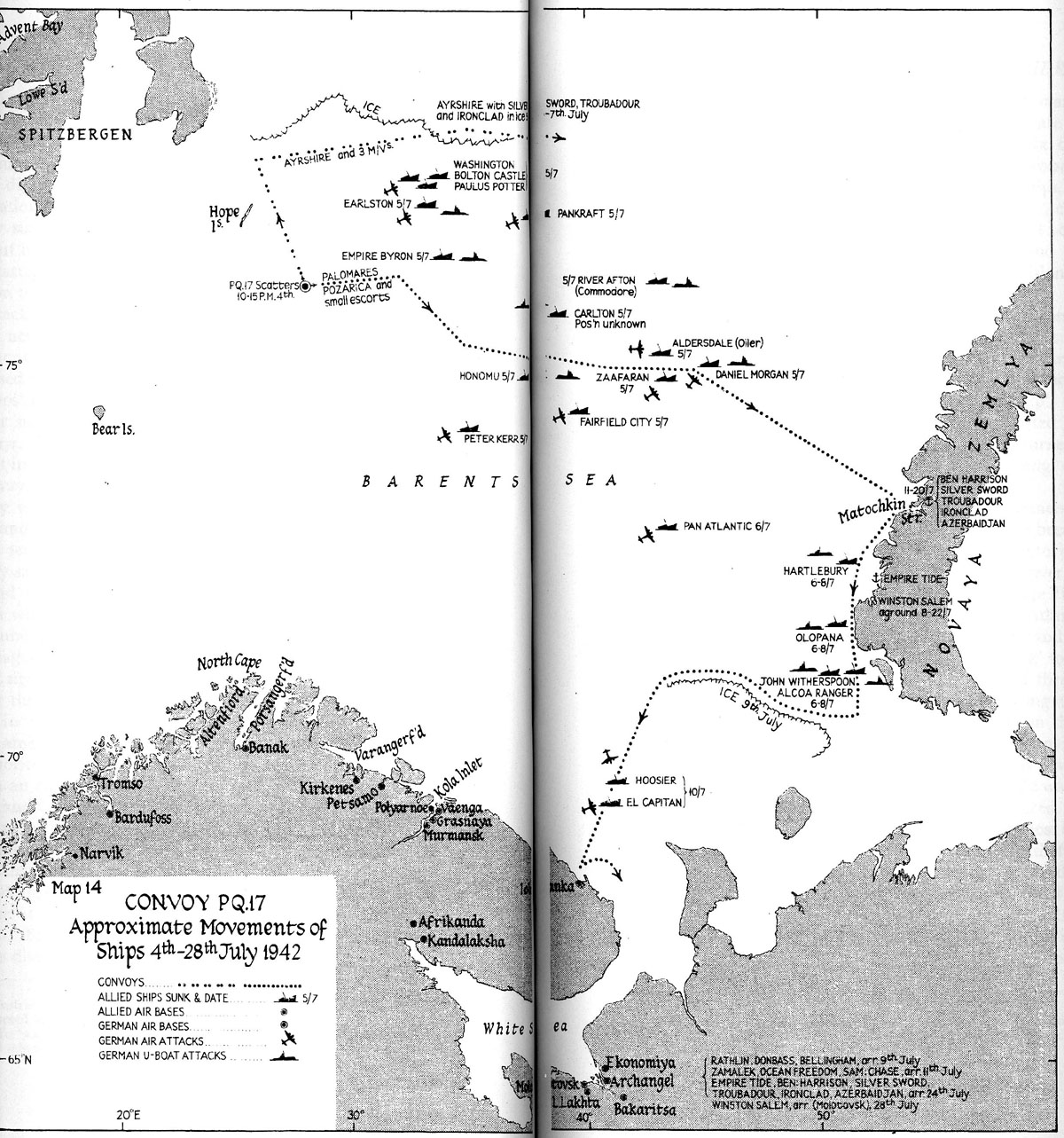
Carte indiquant le trajet du convoi PQ17 et le lieu des attaques et des naufrages.

Leur destination est Arkhangelsk. C'est le port qui est le plus éloigné des bases allemandes installées en Norvège. En hiver, quand ce port est pris par les glaces, les convois visent Mourmansk qui, lui, reste libre de glaces tout au long de l'année, mais qui présente l'inconvénient d'être beaucoup plus près des bases ennemies et entouré de collines qui le rendent difficile à défendre contre les attaques aériennes.
Mais la présence de la banquise interdit aux navires de passage de s'éloigner suffisamment des côtes et donc de passer hors de l'espace menacé par les avions allemands. Pourtant, en cet été 1942, la banquise est remontée très au nord mais toujours pas suffisamment pour supprimer la menace.

### Météorologique
En été, sous ces latitudes, la nuit n'existe pas. Le convoi ne pourra donc pas se camoufler dans l'obscurité.
La visibilité est cependant loin d'être parfaite. La clarté du jour est médiocre, le brouillard est fréquent. De plus, il est fréquent aussi que « la mer fume ». C'est-à-dire que la différence de température entre l'air et l'eau favorise la formation de brumes basses dans lesquelles les navires peuvent être quasiment invisibles.

### Militaire
En juin 1942, les forces allemandes déferlent dans les plaines d'URSS, de Voronej à la mer Noire. Celles du sud se préparent à s'emparer de la ville de Stalingrad.
En Afrique, Tobrouk est tombée le 21 juin et Rommel continue sa progression vers l'Égypte.
Pour aider l'effort de guerre soviétique, les Alliés se sont engagés à fournir tout le matériel possible. Une partie de cette aide passe par les convois de Mourmansk.
Le passage du convoi précédent (PQ16) a été chèrement payé. Il a été proposé de différer le départ du prochain convoi, pour éviter les conditions météorologiques défavorables de l'été polaire. Mais, pour des raisons politiques, Churchill choisit de faire partir quand même le PQ17. L'escorte sera puissante. On ira même jusqu'à créer un faux convoi pour leurrer les Allemands.

## La composition du convoi

### Les cargos
Le convoi marchands est composé de 36 cargos.
On compte principalement des cargos américains (23 dont 7 liberty-ships) ainsi que 8 cargos britanniques, 2 pétroliers soviétiques, 2 cargos panaméens et 1 cargo néerlandais.
Il y a, en plus, deux pétroliers britanniques chargés de ravitailler les escorteurs. Ces derniers doivent remplir leurs soutes à mazout plusieurs fois pendant l'escorte du convoi.

### L'escorte
L'escorte est, sur le papier, imposante. Classiquement, elle est divisée en 2. Il y a une protection rapprochée et une force de soutien.
- L'escorte rapprochée.

Sous les ordres du commander JE Broome, marin d'expérience, le groupe d'escorte se compose de 6 destroyers, 4 corvettes, 3 dragueurs. On trouve en plus 2 cargos transformés en navires anti-aériens.
- La force de soutien.

Elle est double. On trouve d'abord la division de croiseurs du contre-amiral Hamilton. Il s'agit des HMS Norfolk et HMS London, avec 2 croiseurs américains, USS Tuscaloosa et USS Wichita. Cette division dispose de 3 destroyers.
Pour affronter des navires de ligne allemands, les Alliés alignent les cuirassés HMS Duke of York et USS Washington, accompagnés des croiseurs HMS Nigeria, HMS Cumberland, du porte-avions HMS Victorious, 10 destroyers britanniques et 2 américains.
De plus, l'amirauté a déployé une ligne de 8 sous-marins, dont le sous-marin français le Minerve, pour essayer d'intercepter toute force allemande qui chercherait à quitter son mouillage norvégien.

### L'organisation
Le convoi est organisé en 9 colonnes de 4 cargos chacune. Les colonnes sont espacées de 1 000 mètres et, dans une colonne, les navires naviguent à 400 mètres les uns des autres. La forme du rectangle formé par les cargos du convoi, beaucoup plus large que long, est destinée à compliquer la tâche d'assaillants attaquant de flanc.
L'escorte rapprochée forme un écran autour du convoi. Il y a 2 formations différentes. La formation anti-sous-marine voit les escorteurs se positionner à 3 000 mètres du convoi ; la formation anti-aérienne voit les escorteurs se rapprocher à 1 000 mètres du convoi.
Le commander Broome a choisi de faire un double écran. L'écran extérieur, pour débusquer les U-boot, avec les 4 chalutiers armés. Ils sont placés à l'avant-droit et avant-gauche pour le Lord Austin et Lord Middleton, à l'arrière droit et à l'arrière-gauche pour le Northern Gem et le Ayrshire.
L'écran intérieur comprend les autres escorteurs. À l'avant du convoi, on a le HMS Keppel (SOE). À sa droite, HMS Leamington et HMS Poppy ; à sa gauche, HMS Wilton et HMS Lotus. Sur le flanc droit, HMS Offa et HMS Ledbury; sur le flanc gauche, HMS Fury et la corvette HMS La Malouine.
La couverture de l'arrière du convoi est assurée par HMS Halcyon, HMS Dianella et HMS Salamander, avec HMS Britomart en arrière. Le rôle de ce dernier est de chasser les U-boote qui pisteraient le convoi, mais aussi d'activer les traînards éventuels.
Les deux navires antiaériens, HMS Pozarica et HMS Palomares sont placés dans le convoi. Ils sont entre les 2 colonnes les plus extérieures, gauche pour HMS Palomares, droite pour HMS Pozarica, au milieu de celles-ci.
L'escorte comprend enfin deux sous-marins, P614 et P615, dont on attend qu'ils attaquent les bâtiments de surface ennemis qui viendraient à portée.
3 navires de sauvetage sont aussi rattachés aux convois, HMS Zaafaran, HMS Zamalek et HMS Rathlin. La position qui leur est assignée les place chacun à l'arrière d'une colonne de cargos. Ils sont équipés de moyens de détection radiogoniométrique (HF/DF, appelés familièrement "Huff-Duff") et peuvent ainsi aider le reste de l'escorte à localiser la position de sous-marins envoyant des messages radios.
L'un des cargos, Empire Tide, est un CAM-ship. C'est-à-dire qu'il est muni d'une catapulte et d'un chasseur Hurricane. Il est positionné dans l'une des colonnes du centre, en troisième position
La vitesse prévue pour le convoi sera de 8 nœuds.

## Les forces allemandes
En 1942, les Allemands ont renforcé leurs moyens en Norvège. Pour s'opposer aux passages des convois mais aussi par crainte d'un débarquement des Alliés en Norvège.

### Marine
À Trondheim, on trouve le Tirpitz et l'Admiral Hipper. Il y a aussi les contre-torpilleurs Z 6 Theodore Riedel, Z 10 Hans Lody, Z 14 Friedrich Ihn, Z 20 Karl Galster et les torpilleurs T7 et T15. Ils appareillent le 2 juillet.
À Narvik, sont mouillés l'Admiral Scheer et le Lützow. Avec eux, les contre-torpilleurs Z 4 Richard Beitzen, Z 24, Z 27, Z 28, Z 29 et Z 30. Ils appareillent le 3 juillet.
Deux flottilles de sous-marins sont stationnées dans les bases de Kirkenes, Trondheim, Bergen et Narvik. Cela groupe une vingtaine de "loups gris".
Le groupe de sous-marins Eisteufel est déployé. Il comprend les U-88, U-251, U-255, U-334, U-376, U-408, U-456, U-457 et U-657.

### Aviation
Plusieurs aérodromes abritent des appareils allemands. Leur rayon d'action leur permet de couvrir une bonne partie de l'espace que doivent emprunter les convois.
Les appareils sont basés à Borduflos (près de Narvik), Tromsø, Banak (en) (près du cap Nord), Kirkenes, Petsamo et Bodø. Les unités sont les KG 26 et KG 30.
Les appareils sont variés. En dehors des grands quadrimoteurs FW200 Condor, on trouve des bombardiers JU 88, He 111 et Ju 87. Il y a aussi des hydravions, de type He115 et BV 138.
En tout, les Allemands engageront 202 appareils contre le convoi.

### Le planRösselsprung
C'est le plan imaginé par les Allemands pour attaquer les convois alliés passant par la mer de Barents. Il doit se dérouler en 2 temps. Tout d'abord, des reconnaissances aériennes pour localiser le convoi aux alentours de l'île Jan Mayen. Une fois découvert, il est attaqué par les avions, à la bombe et à la torpille.
Dans un second temps, 2 groupes de combat de navires de surface, appuyés par des moyens aériens et sous-marins, doivent anéantir le convoi et son escorte quand il aura dépassé le 5° de longitude est. Le Tirpitz et le Hipper, avec 4 destroyers et 2 torpilleurs forment le premier groupe de combat. Le Lützow et le Scheer, avec 1 destroyer et 5 torpilleurs forment le second groupe.
Hitler approuve le plan mais sous conditions. En particulier, il exige que soit éliminé au préalable tout support aérien ennemi, c'est-à-dire tout porte-avions présent. Enfin, les navires doivent éviter tout risque et savoir se contenter d'un succès partiel plutôt que de prendre des risques en cherchant une destruction totale de l'adversaire.

### Le renseignement
Si les Allemands disposent de sympathisants en Islande pour les renseigner, ils sont aussi en mesure de déchiffrer certains des codes britanniques. En particulier, le Naval cypher 3, qui est utilisé à partir de janvier 1942 pour les communications avec les convois est déchiffré dès février 1942.
Ils ont aussi saisi, avant même son entrée en vigueur, un nouveau code sur un cargo arraisonné. Certains des cargos du PQ17 ne seront coulés qu'après avoir été inspectés par l'équipage du U-boot.
Les Allemands ont donc une idée assez précise de ce qui se passe tout au long du voyage du PQ17.
Sans le savoir, ils vont aussi gravement perturber le travail des services de décryptage britanniques à Bletchley Park. Un nouveau modèle de machine à coder Enigma est mis en service à cette période, privant les Britanniques des renseignements habituels, le temps de trouver les modalités de fonctionnement de la nouvelle machine.

## L'odyssée du PQ 17
- 27 juin

Appareillage d'Islande. Le SS Richard Bland s'échoue et quitte le convoi.
- 29 juin

Le convoi rencontre des glaces dérivantes. Quatre cargos sont avariés. Le SS Exford abandonne le convoi.
- 30 juin

L'escorte rejoint le convoi qui était jusque-là escorté par quatre chalutiers et trois dragueurs.
- 1er juillet

Départ des croiseurs et de la force de soutien.
Vers midi, le convoi est détecté par les U-255 et U-408. L'escorte détecte à son tour un sous-marin. Le message britannique envoyé est intercepté par les Allemands.
14 h 0 Un hydravion BV 138 du staffel 3./906 découvre le convoi par 71°N 6°O. Son message est intercepté par les Britanniques.
Les Allemands envoient en renfort les U-336 et U-456 vers le convoi. Ils préparent aussi un barrage plus à l'est en y dirigeant 6 autres U-boot.
- 2 juillet :

Dans la nuit, les navires de surface allemands appareillent pour gagner un poste plus au nord. Le Lützow et 3 destroyers Z 6, Z 10 et Z 20 heurtent des rochers et ne prendront pas part à l'opération.
Il y a maintenant 3 avions qui surveillent le convoi.
Dans la journée, l'U-456 tente une attaque ; il est refoulé par 4 des escorteurs.
18 h 0 : 8 hydravions He 115 du staffel 1./406 attaquent le convoi ; ils visent le HMS Pozarica. Sans résultat, un avion est abattu, son équipage repêché par un autre He 115 qui n'hésite pas à se poser sous le feu.
- 3 juillet :

Un avion de reconnaissance britannique découvre que le mouillage de Trondheim est vide. La reconnaissance sur Narvik ne peut être effectuée par le Catalina prévu. Les Britanniques en concluent que toute la flotte allemande a appareillé.
Brouillard. Le convoi se faufile discrètement.
La météo reporte à la soirée une nouvelle attaque aérienne. 7 He 115 du 1./906 décollent de Billefjord. Le brouillard empêche le groupe de découvrir le convoi mais attaque un cargo isolé qui est plus tard achevé par les sous-marins.
- 4 juillet[12]

4 h 50 : Un avion torpilleur attaque le HMS Pozarica qui manœuvre pour éviter l'engin qui frappe un autre cargo. Le cargo ne coule pas. P614 lui lance à son tour une torpille, sans résultat. C'est alors le HMS Dianella qui lance 2 charges sous-marines au plus près du cargo abandonné pour disloquer la coque. Toujours sans résultat. Mais le bruit des explosions attire U-457 qui reprend contact avec le convoi et appelle le reste de la meute.
Tout au long de la journée, se succèdent des attaques aériennes. La défense réussit à disloquer chaque attaque.
20 h 20 : plus de 25 He 111 et Ju 88 attaquent en ligne, lançant plusieurs dizaines de torpilles sur le convoi. Les appareils volent si bas que les cargos en arrivent à se tirer dessus. 3 cargos sont torpillés, et 3 avions abattus, plusieurs autres endommagés.
21 h 11 : les croiseurs reçoivent l'ordre de se retirer.
21 h 23 : message ordonnant la dispersion du convoi.
21 h 36' : 13 minutes plus tard, nouveau message modifiant le verbe « disperser » utilisé précédemment (to disperse) par « éparpiller » (to scatter), donnant ainsi l'impression de l'imminence de l'apparition des navires de ligne allemands.
22 h 20 : HMS Keppel arbore un pavillon blanc à croix rouge. C'est l'ordre de dispersion du convoi, chacun pour soi.
La dispersion d'un convoi est une manœuvre prévue par le manuel. Chaque colonne doit s'écarter de 10° de celle d'à côté ; ensuite, dans chaque colonne, les cargos déboitent, alternativement, à droite et à gauche. Puis, chacun choisit sa route.
Vers minuit, l'U-456 signale la bonne nouvelle, le départ de l'escorte.
- 5 juillet

11 cargos sont coulés. 5 par les avions, 6 par les sous-marins.
Le navire de sauvetage HMS Zaafaran est bombardé par un avion allemand. Une bombe explose sur son pont, 2 autres éclatent à proximité.
Le chalutier HMS Ayrshire avec l'Ironclad décide de faire route au nord-ouest et de longer ensuite la banquise. Chemin faisant ils rencontrent le Troubadour, puis le Silver sword. Ils entendent laisser passer quelques jours avant de continuer le périple. Le Troubadour transportant de la peinture blanche dans sa cargaison, les 4 rescapés vont s'en peindre leur côté droit exposé à la vue d'éventuels ennemis.
C'est aussi le 5 juillet que le sous marin soviétique K21 repère le cuirassé Tirpitz, se faufile à près de 400m en déjouant l'écran de destroyers et lance une salve de 4 torpilles (défectueuses) qui explosent prématurément. Croyant avoir endommagé le cuirassé allemand le commandant du K21 émet de nombreux messages d'alerte et de "victoire". Comprenant que leur précieux cuirassé a été repéré, tant par le K21 que par un hydravion anglais , l'amirauté allemande lui ordonne de faire demi - tour vers l'abri des fjords de Norvège. Le "roi solitaire du nord" ne sera donc pas intervenu directement dans le massacre du convoi, mais a joué pleinement son rôle de flotte de dissuasion ("Fleet in being"), en incitant l'amiral Dudley Pound à donner l'ordre fatal de dispersion permettant aux Uboot et à l'aviation allemande de se livrer à une véritable curée sur des navires marchands lents et dépourvus d'escorte.
- 6 juillet

2 cargos de plus sont envoyés par le fond. L'un par la Luftwaffe, l'autre par l'U-255.
15 h 0 Les navires de surface allemands sortent de l'Altenfjord. La proie qu'ils visaient étant en cours de destruction, ils sont rappelés un peu plus tard.
- 7 juillet

Trajet et localisation approximative des pertes subies par le convoi.

l'U-255 coule sa deuxième victime, l'Alcoa Ranger.
6 h 0 le cargo Pankraft est victime d'un avion torpilleur.
16 h 0 Le pétrolier Aldersdale est torpillé par l'U-457.
20 h 0 Le cargo Hartlebury est victime de l'U-355.
- 8 juillet

1 cargo est coulé. Le SS Olopana est la troisième victime de l'U-255.
- 10 juillet

2 nouveaux cargos sont coulés, proches de l'entrée de la mer Blanche.
- 13 juillet

le cargo hollandais, Paulus Potter, abandonné, est torpillé par l'U-255.
- 24 juillet

L'HMS Ayrshire et ses 3 compagnons arrivent sains et saufs au port d'Arkhangelsk.

## Bilan et questions

### Bilan
Sur 36 navires, un n'est pas parti (West Gotomska), deux ont fait demi-tour, 11 ont été torpillés (dont un navire de sauvetage) et 11 ont été bombardés et torpillés. Il reste 11 cargos survivants qui atteignent leur destination.
Les pertes subies furent énormes pour l'effort de guerre des Soviétiques, puisque ces navires devaient leur livrer du matériel de combat. 3 350 véhicules, 430 chars, 210 avions et 93 316 tonnes d'approvisionnements furent perdus. 153 marins perdirent la vie et d'autres amputés à la suite de gelures graves.
Les Allemands ont perdu une douzaine d'avions.
Le matériel perdu représente de quoi équiper près de 3 divisions. Après une bataille terrestre, de telles pertes feraient parler de défaite importante.
Cependant, sur l'ensemble des convois de l'Arctique, les pertes ont été du même ordre que celles subies par les convois atlantiques. Mais ce sont les pertes encourues par deux d'entre eux, dont le PQ17, qui ont créé la légende.

### Le matériel perdu a-t-il influé sur le cours du conflit?
Les pertes sont importantes, mais si les envois de matériels vers Mourmansk semblent considérables, ils ne représentent qu'environ 25 % du tonnage reçu par l'URSS. Le reste passe par le Moyen-Orient, et aussi par le Pacifique, entre les États-Unis et Vladivostok.

### Fallait-il disperser le convoi?
A posteriori, il est évident que la décision prise par l'Amirauté de disperser le convoi fut une erreur. Mais comment cette décision fut-elle prise ?
Dudley Pound, Premier Lord de la Mer, qui prit la décision, disposait des éléments suivants. Tout d'abord, que la zone était sous la menace des avions allemands. Ensuite que, face à une attaque de croiseurs ou cuirassés ennemis, le convoi ne pouvait rien. Les croiseurs pouvaient se mesurer aux destroyers ou croiseurs allemands, mais pas au Tirpitz. Là, il fallait la présence du HMS Duke of York et du USS Washington, mais ceux-ci devenaient alors des cibles de choix pour les bombardiers allemands. La présence d'un porte-avions britannique, le HMS Victorious, n'était pas suffisante pour leur offrir une protection aérienne adéquate.
Il ne fallait pas non plus écarter la possibilité que les navires allemands dédaignent le PQ17 et en profitent pour lancer un raid dans l'Atlantique comme l'avait tenté le Bismarck.
L'amiral Pound devait apprécier le niveau de la menace représentée pour le convoi. Il disposait pour cela de plusieurs informations :
La première information était venue de Suède où l'attaché naval britannique avait reçu une confidence : « le Tirpitz, un cuirassé de poche et 6 torpilleurs vont attaquer le prochain convoi pour la Russie ». Il avait retransmis le message à l'Amirauté, le 18 juin, en lui accordant une confiance « A3 », c'est-à-dire « source absolument de confiance ». À l'arrivée, l'information était classée « A2 », c'est-à-dire aussi sûre que les messages décryptés par les Britanniques eux-mêmes. Le 3 juillet, un message intercepté par les Britanniques et partiellement décrypté indiquait l'appareillage du Tirpitz. Le 4 juillet, à 19 h 18, un autre message est décrypté. Il indique : « Tirpitz arrivé à Altenfjord à 19 h 18, le 4 juillet. Les destroyers et torpilleurs ont ordre de mazouter immédiatement ».
Un problème supplémentaire vient compliquer la tâche des services d'écoute britanniques. Le service de décryptage britannique a besoin de 48 heures environ pour reconstituer la clé de codage utilisée quand les Allemands la changent, ce qu'ils font régulièrement. Et c'est ce qui arrive pendant le voyage du PQ17.
Avec ces indices indiquant l'appareillage, Pound demande à ses services de renseignement s'ils peuvent l'assurer que les Allemands sont toujours à quai. Ceux-ci admettent ne pouvoir le certifier, même s'ils mettent en avant une série d'indices en ce sens, comme l'absence d'interception de messages caractéristiques. Pesant le pour et le contre, l'amiral Pound prend sa décision, décision qui se révélera fatale pour le convoi.

## Conséquences
Malgré ce résultat catastrophique, le convoi suivant, PQ18, est programmé pour septembre 1942. Son passage sera aussi laborieux. Les convois suivants attendront l'hiver pour partir. JW51 A passera sans encombre, JW51B passera aussi, l'escorte ayant réussi à chasser les navires de surface essayant de réussir ce qu'ils n'avaient pu faire avec PQ17.
Les escortes seront renforcées et l'on verra, dès le convoi suivant, l'apparition de porte-avions d'escorte pour fournir une couverture aérienne aux cargos.
Sur le plan diplomatico - politique, la destruction du convoi PQ17 entraina des tensions entre les alliés anglais et américains , ainsi qu'entre alliés anglais et soviétiques. Une commission anglo soviétique fut réunie à Londres en présence d'Anthony Eden, AV Alexander et Dudley Pound de l'Amirauté Britannique, l'ambassadeur soviétique Ivan Maisky entouré des amiraux soviétiques Harlamov et Morozov. Clairement mis en cause Dudley Pound revendiqua la responsabilité de la décision, l'ambassadeur soviétique commentant (peu diplomatiquement) que : "Même les amiraux britanniques font des erreurs" . Il n'y eut pas de sanctions immédiates mais des mesures comme l'utilisation de porte-avions d'escorte (préconisée dès avant le convoi PQ 17 par l'amiral Hamilton, qui avait en charge les croiseurs de la flotte de protection rapprochée du PQ17) fut mise en place pour le convoi suivant (PQ18) maintenu sur l'insistance de Churchill soucieux d'apaiser la colère de Staline . L'affaire fut brièvement évoquée lors d'une interpellation à la Chambre des Communes par le député Emmanuel Shinwell mais George Hall, le ministre en responsabilité, refusa de répondre et le désastre ne fut évoqué ni dans la presse britannique, ni dans la presse américaine.

## Commémorations
En juin 2017, sept navires de l'OTAN ont participé à une parade navale pour commémorer ce convoi. La frégate française Latouche-Tréville a participé à l’événement.

## Cinématographie
En 2023 est sorti le film The Arctic Convoy de Henrik Martin Dahlsbakken. Cette version modifiée prend le point de vue d'un navire norvégien fictif, qui n'aurait jamais été coulé par les Allemands lors de la mission.

## Sources
- Pour le récit, l'ouvrage de Richard Woodman, cité plus bas, a été utilisé comme base. En complément :
  - L'article de Ph Masson, Les convois de Mourmansk, dans Historia-Magazine 2e Guerre Mondiale, 10 octobre 1968, p. 1305-1316.
  - G Malbosc, La bataille de l'Atlantique (1939-1945) la victoire logistique, clé du succès des armes, Economica, 1995, pages 200-2004.
- Pour les techniques d'escorte, l'ouvrage d'Arnold Hague, The allied convoy system 19-39-1945, its organization, défense and operation.
- Pour le côté allemand, Cajus Bekker, Mer Maudite, p. 373 et suivantes.
- Pour le déchiffrement des codes, Hugh Sebag-montefiore, Enigma, the battle for the code, chapitre 19.

## Pour en savoir plus